# Store Hund
Store Hund (Canis Major) er et stjernebillede som i Danmark ses på den sydlige himmel. Himlens stærkest lysende stjerne, Sirius, ses i dette stjernebillede. Sirius ses lavt på vores vinterhimmel og udgør "Vintertrekanten" sammen med stjernen Betelgeuse i Orion og Procyon, alle meget store og lysstærke stjerner. Afstanden til Sirius er 8,6 lysår. Stjernebilledet Store Hund indeholder også den største kendte stjerne, VY Canis Majoris. VY Canis Majoris er ca. 5.000 lysår fra Jorden. 
Der er andre lysende stjerner i Store Hund og de har alle arabiske navne:
β CMa: (1.98v) Murzim – Budbringeren
γ CMa: (4.11) Muliphen – Hundens øre 
δ CMa: (1.83) Wezen – Vægten
ε CMa: (1.51v) Adhara – Jomfruerne 
ζ CMa: (3.02) Furud – Den lysende 
η CMa: (2.45v) Aludra – Jomfruen 
Mælkevejens stjernebånd går igennem Store Hund, og man kan ikke se mange galakser gennem de interstellare stjernetåger, men Canis Major Dwarf, Mælkevejens nærmeste satellit-galakse, befinder sig bag dette stjernebillede. 